# (34483) 2000 SW123
2000 SW123 (asteroide 34483) é um asteroide da cintura principal. Possui uma excentricidade de 0.05867220 e uma inclinação de 10.28214º.
Este asteroide foi descoberto no dia 24 de setembro de 2000 por LINEAR em Socorro.